# 南京市板桥中学
南京市板桥中学（又称板桥中学）是南京市是的一所普通中学。

## 学校简史
- 1960年建校
- 2009年9月被评为江苏省三星级高中
- 2025年4月被评为江苏省四星级高中